# Piper rinconense
Piper rinconense är en pepparväxtart som beskrevs av William Trelease. Piper rinconense ingår i släktet Piper och familjen pepparväxter. Inga underarter finns listade i Catalogue of Life.